# Думас (Мисисипи)
Думас (енгл. Dumas) град је у америчкој савезној држави Мисисипи.

## Демографија
По попису из 2010. године број становника је 470, што је 18 (4,0%) становника више него 2000. године.
| Група             | 2000.       | 2010.       |
| Белци             | 444 (98,2%) | 459 (97,7%) |
| Афроамериканци    | 0 (0,0%)    | 4 (0,9%)    |
| Азијати           | 0 (0,0%)    | 0 (0,0%)    |
| Хиспаноамериканци | 8 (1,8%)    | 2 (0,4%)    |
| Укупно            | 452         | 470         |